# Jakó Géza (iparművész)
Id. Jakó Géza (Szentes, 1886. január 4. – Budapest, 1943. október 19.) keramikus iparművész, szaktanár. Fia, Jakó Géza, nyelvész, nyelvpedagógus.

## Életpályája
Szülei: Jakó Mihály ( -1922) és Kovács Mária ( -1897) voltak. A szentesi gimnázium elvégzése után a budapesti Magyar Képzőművészeti Főiskola és a Tanárképző Intézet hallgatójaként végzett 1904-1908 között. Állami ösztöndíjjal nyugat-európai tanulmányúton német, holland és angol gyárak laboratóriumaiban bővítette textil-, grafikai és kerámiai ismereteit.
Tanulmányait követően 1910-től a pécsi Zsolnay-gyárban, majd a saját budafoki műtermében dolgozott. 1911–1923 között a Székesfővárosi Iparrajziskola tanára volt. 
Első külföldi kiállítása után (Helsinki, 1921) az észt művelődésügyi miniszter meghívására a tallinni iparművészeti iskolában megszervezte és 1923–1934 között irányította a kerámia oktatását. Észtországi munkássága emlékét domborműves tábla őrzi a tallinni Iparművészeti Múzeumban.
Hazatérte után 1938-tól az Iparművészeti Iskola tanáraként kerámiai technológiát és szilikátkémiát tanított.
Kerámiáival rendszeresen részt vett hazai és külföldi kiállításokon. Az agyagipari technológia és kémia tárgyköréből írt tudományos munkái és tankönyvei elismert nevet szereztek számára itthon és külföldön egyaránt.

## Magánélete
Felesége Markstein Sándor és Strausz Rozália lánya, Ilona (1885–1975) volt. Két fiuk született: Géza; közgazdász és Gáspár tornatanár.

## Művei

### Könyvei
- A művész és a szocializmus (1919)
- Keramische Materialkunde (1928)
- Eesti savitöösturite käsiraamat (1933)
- Az agyagipar (1934)

### Kerámiái
- Kisváza (1910)